# Manuel de Arriaga
Manuel José de Arriaga Brum da Silveira e Peyrelongue (Horta, Matriz, 8 de julho de 1840 – Lisboa, Santos-o-Velho, 5 de março de 1917) foi um advogado, professor, escritor e político português. Grande orador e membro destacado da geração doutrinária do republicanismo português, foi dirigente e um dos principais ideólogos do Partido Republicano Português. A 24 de agosto de 1911 tornou-se no primeiro presidente eleito da República Portuguesa, sucedendo na chefia do Estado ao Governo Provisório presidido por Teófilo Braga. Exerceu aquelas funções até 29 de maio de 1915, data em que foi obrigado a demitir-se, sendo substituído no cargo pelo mesmo Teófilo Braga, que como substituto completou o tempo restante do mandato.

## Biografia

### Infância e juventude

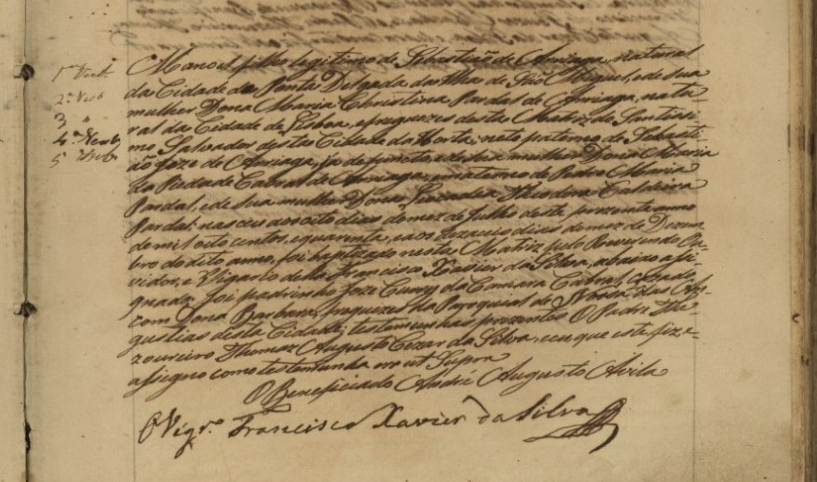
Assento de baptismo de Manuel de Arriaga, datado de 16 de Dezembro de 1845. Matriz, Horta, Ilha do Faial.

Manuel de Arriaga nasceu na casa do Arco, na freguesia da Matriz, cidade da Horta, ilha do Faial, filho de Sebastião José de Arriaga Brum da Silveira e da sua esposa Maria Cristina Pardal Ramos Caldeira. Pertencente à melhor sociedade faialense, o pai era um dos mais ricos comerciantes da cidade, último administrador do morgadio familiar e grande proprietário. A família, com pretensões aristocráticas, traçava as suas origens até ao flamengo Joss van Aard, um dos povoadores iniciais da ilha. Foi neto do general Sebastião José de Arriaga Brum da Silveira, que se distinguira na Guerra Peninsular, e sobrinho-neto do desembargador Manuel José de Arriaga Brum da Silveira, que em 1821 e 1822 fora deputado pelos Açores às Cortes Gerais e Extraordinárias da Nação Portuguesa.
Depois de concluídos os estudos preparatórios na cidade da Horta, em 1860 matriculou-se no curso de direito da Universidade de Coimbra, sendo acompanhado pelo seu irmão, José de Arriaga, quatro anos mais novo. Em Coimbra cedo se revelou um aluno brilhante e um orador notável. Aderiu ao positivismo filosófico e ao republicanismo democrático, passando a ser frequentador assíduo das tertúlias filosóficas e políticas, onde se destacava pela sua verve e capacidade argumentativa.
Esta adesão ao ideário republicano, então considerado subversivo, levou a que o pai, monárquico conservador com laivos miguelistas, cortasse relações com o filho, proibindo-lhe o regresso a casa. Nessas circunstâncias foi obrigado a trabalhar para sustentar os seus estudos, e os do irmão, igualmente proscrito pelo pai por adesão a ideologias subversivas. Leccionava inglês como professor particular, aproveitando os bons conhecimentos daquela língua que adquirira na Horta com a preceptora americana contratada pela sua família. O seu irmão escrevia em diversos jornais de Coimbra e de Lisboa, vindo a revelar-se um polígrafo de mérito.

### Carreira profissional
Formou-se no ano de 1865 e no ano seguinte abriu um escritório de advogado em Lisboa, cidade onde se fixou. Tentou então ingressar na docência do ensino superior e nesse ano de 1866 concorreu, sem êxito, a um lugar de professor da 10.ª cadeira da Escola Politécnica de Lisboa. Não tendo conseguido ingressar na docência, rapidamente se notabilizou como advogado, ganhando uma carteira de clientes que lhe permitia segurança financeira e os meios para ajudar o irmão a terminar os seus estudos.
Também se revelou, desde os seus tempos de Coimbra, cultor da poesia e da literatura, tendo mantido até ao fim da sua vida uma actividade literária e interesses culturais que o integram claramente na Geração de 70.

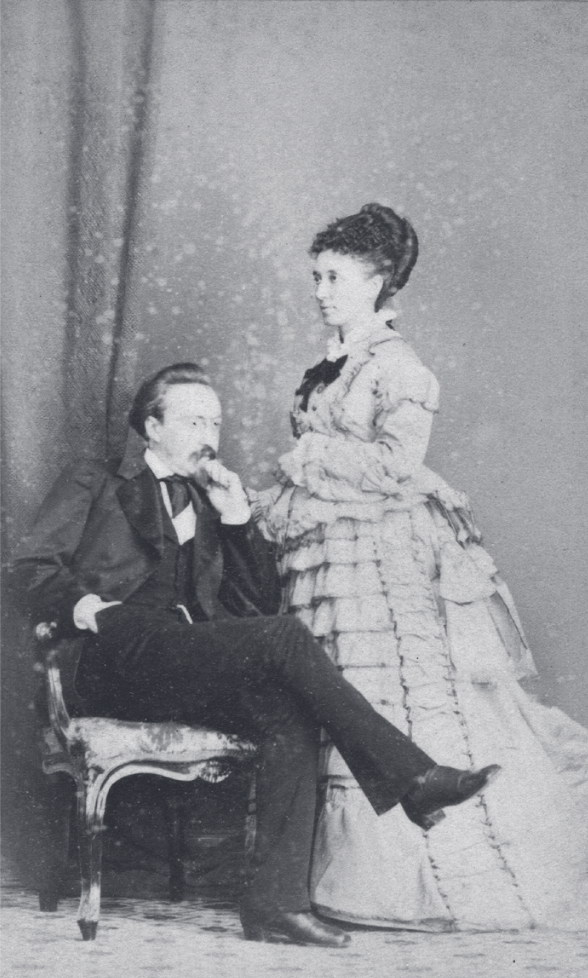
Manuel de Arriaga e a sua esposa, Lucrécia Furtado de Melo.

Já advogado de renome em Lisboa, em 18 de maio de 1871 foi um dos doze signatários do programa das conferências democráticas do casino Lisbonense. Tornou-se num membro destacado da geração doutrinária do republicanismo português, afirmando-se como um dos seus principais ideólogos. Afirmava-se partidário entusiasta da democracia, tendo sempre militado no republicanismo unitário e democrático, rejeitando o anticlericalismo e o jacobinismo que marcavam a corrente dominante do republicanismo português daquela época.
Casou em Valença com Lucrécia Augusta de Brito de Berredo Furtado de Melo, filha do general Roque Francisco Furtado de Melo, natural da ilha do Pico, que fora comandante da sub-divisão militar da Horta e governador do Castelo de São João Baptista do Monte Brasil em Angra do Heroísmo. Deste casamento nasceram quatro filhas e dois filhos.
Em 26 de agosto de 1876 foi nomeado vogal da Comissão para a Reforma da Instrução Secundária, sendo este o primeiro cargo público que exerceu.
Em 1878 concorreu para o lugar de professor de História Universal e Pátria do Curso Superior de Letras, mas voltou a ser preterido, apesar do brilhantismo da dissertação que apresentou a concurso. Apesar de ser considerado um gentleman e de vestir à melhor moda da aristocracia do tempo, a sua fama de revolucionário não deixou certamente de influir sobre o júri. Acabaria por conseguir um lugar de professor de inglês do Liceu de Lisboa, cargo que manteria por largos anos.
Nesse mesmo ano de 1878, concorreu pela primeira vez a um lugar de deputado nas Cortes, integrando a lista republicana candidata a um dos círculos eleitorais da cidade de Lisboa (o círculo n.º 96). Apesar da forte campanha que conduziu, foi largamente derrotado, obtendo apenas 456 votos, contra os 1 086 sufrágios do vencedor.
Em 1881 faleceu o seu pai, herdando os bens familiares no Faial e no Pico, já que o seu irmão mais velho, Sebastião de Arriaga, falecera precocemente em 1875. Nesse mesmo ano empenhou-se novamente na campanha republicana para as eleições gerais de 21 de agosto (24.ª legislatura), sendo novamente candidato por um dos círculos de Lisboa, no qual voltou a ser derrotado.

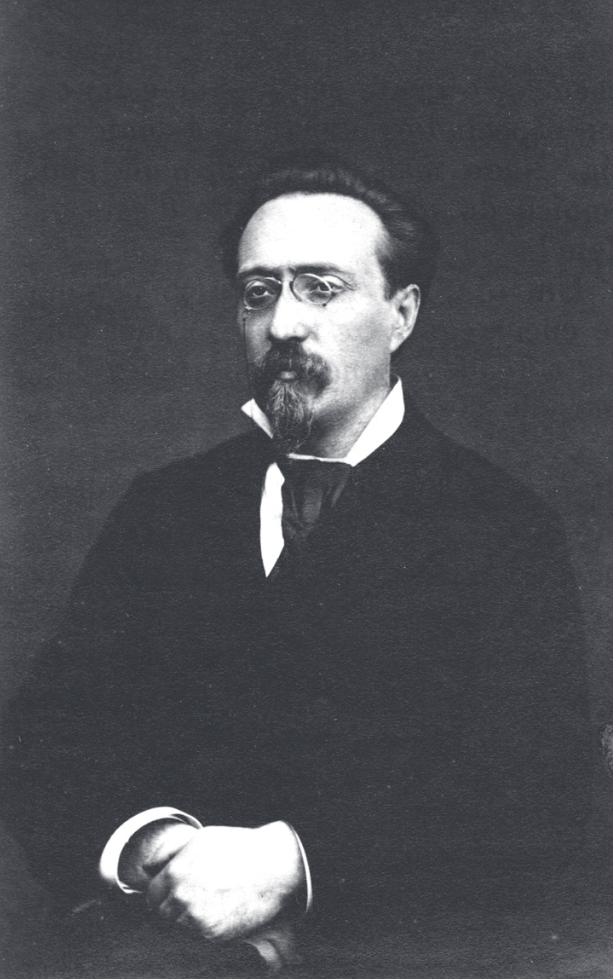
Manuel de Arriaga em 1882, por volta da altura em que foi eleito deputado republicano.

### Deputado republicano
Em 26 de novembro de 1882, numas eleições suplementares, foi finalmente eleito deputado republicano pelo círculo da Madeira. Esta vitória eleitoral deveu-se a um conjunto de circunstâncias que beneficiaram a sua candidatura: apresentara-se a convite de uma comissão de comerciantes e industriais funchalenses, desiludidos com os partidos do rotativismo, beneficiando da ausência de um candidato do Partido Regenerador. Ainda assim, teve de se submeter a segunda volta, pois quase empatara contra Anselmo José Braamcamp, o líder do Partido Progressista, mas com a desistência deste venceu folgadamente com 2 650 votos, 60,9% do total dos votos expressos. Foi proclamado deputado a 8 de janeiro de 1883, prestando juramento dois dias depois. Foi o segundo republicano a tomar assento no parlamento português, juntando-se no parlamento a José Elias Garcia, que ali tinha assento desde 1881.
Manuel de Arriaga iniciou o seu percurso parlamentar apresentando de imediato uma proposta que visava eliminar o juramento de fidelidade ao rei e à Carta Constitucional a que estavam obrigados os parlamentares, proposta que obviamente foi de imediato rejeitada. Apresentou durante o ano de 1883 diversas propostas legislativas, todas sem sucesso. Até ao termo da legislatura, que terminou com a 3.ª sessão legislativa a 17 de maio de 1884, limitou-se a renovar, em conjunto com Elias Garcia, uma iniciativa legislativa. Durante estes dois anos no Parlamento renunciou ao seu vencimento como professor liceal, recebendo apenas o subsídio parlamentar a que tinham direito os deputados. Terminado o mandato, não foi reeleito.
Na sua acção como deputado, e mesmo não conseguindo fazer parte de qualquer comissão parlamentar, distinguiu-se pela pertinência das suas intervenções e posições e pela fineza do seu trato. Demonstrando elevados dotes intelectuais e uma cultura superior, aliava a uma oratória brilhante uma grande combatividade política e um elevado rigor ético.

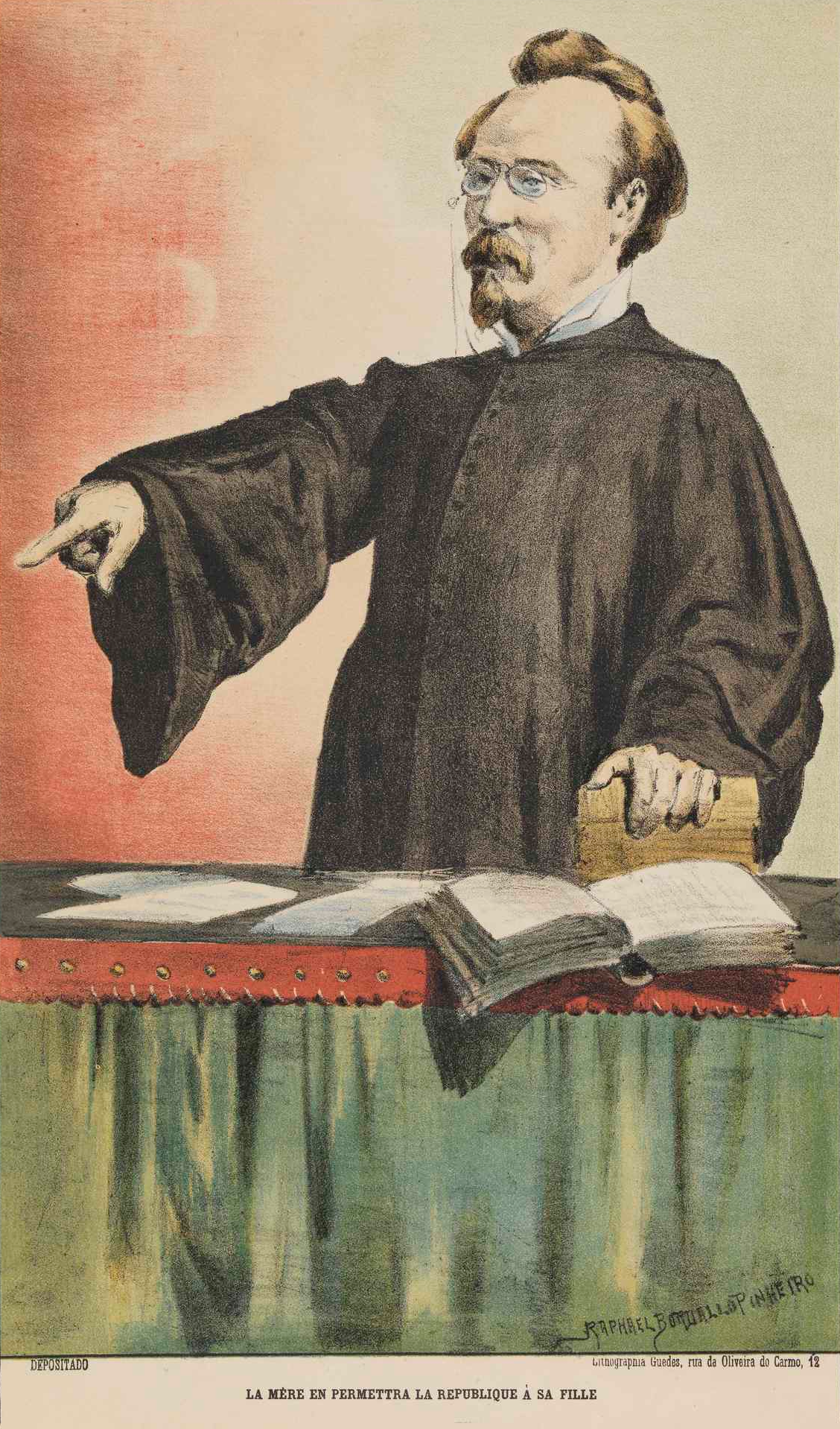
Caricatura de Manuel de Arriaga com a toga de doutor em Direito por Rafael Bordalo Pinheiro. Em legenda, «LA MÈRE EN PERMETTRA LA REPUBLIQUE À SA FILLE».

No Partido Republicano Português, o prestígio que conquistara nas Cortes e a sua capacidade intelectual guindaram-no para uma posição preponderante, que manteve entre 1883 e 1892. Revelando-se um orador distinto e tendo dado um forte contributo para a estruturação do partido, foi autor de algumas das suas normas estatutárias e doutrinárias. A partir de 31 de dezembro de 1891 integrou, com Jacinto Nunes, Azevedo e Silva, Bernardino Pinheiro, Teófilo Braga e Francisco Homem Cristo, o directório do partidário durante o período da sua estruturação. 
Foi também vereador republicano da Câmara Municipal de Lisboa.
Nas eleições gerais de 20 de outubro de 1889 voltou a candidatar-se a deputado, desta feita pelo círculo da sua cidade natal, a Horta. Apesar das ligações familiares, o meio conservador das ilhas não lhe era favorável, pelo que ficou em quarto lugar, num círculo que elegia três deputados.
No ano seguinte, depois de cinco anos fora do Parlamento, a reacção popular ao ultimato britânico de 1890, que levara à dissolução do recém-eleito parlamento, veio abrir uma nova oportunidade para os republicanos. Manuel de Arriaga voltou à ribalta política nacional ao liderar a manifestação organizada a 11 de fevereiro de 1890 em repúdio ao ultimato britânico e à cedência do governo português. Foi preso durante o evento e conduzido a bordo de um navio de guerra, onde ficou retido até ser libertado por uma amnistia régia.
Aproveitado a indignação popular contra o rei e os partidos do rotativismo, nas eleições gerais realizadas a 30 de março de 1890 (28.ª legislatura) concorreu novamente pelo círculo de Lisboa, sendo eleito folgadamente, em conjunto com outros dois republicanos (Elias Garcia e Latino Coelho). Foi proclamado deputado a 30 de abril de 1890, prestando juramento, novamente sob protesto, a 3 de maio. Nesta segunda passagem pelo Parlamento, com um grupo republicano substancialmente alargado, tendo passado dos dois de 1883 para seis, teve um papel bastante mais interventivo, recusando novamente a acumulação de vencimentos. Apesar de não fazer parte de qualquer comissão parlamentar, começou por reapresentar a sua proposta de eliminação da obrigatoriedade de juramento, proposta obviamente rejeitada, passando depois a utilizar as Cortes como uma plataforma privilegiada para a sua actividade político-partidária. Considerando-se eleito pelo voto popular, passou a defender acerrimamente a teoria da soberania popular, recusando qualquer solução política que não resultasse directamente da vontade dos cidadãos. A defesa da liberdade de consciência, de expressão, de reunião e de associação esteve sempre entre os tópicos da sua acção parlamentar.

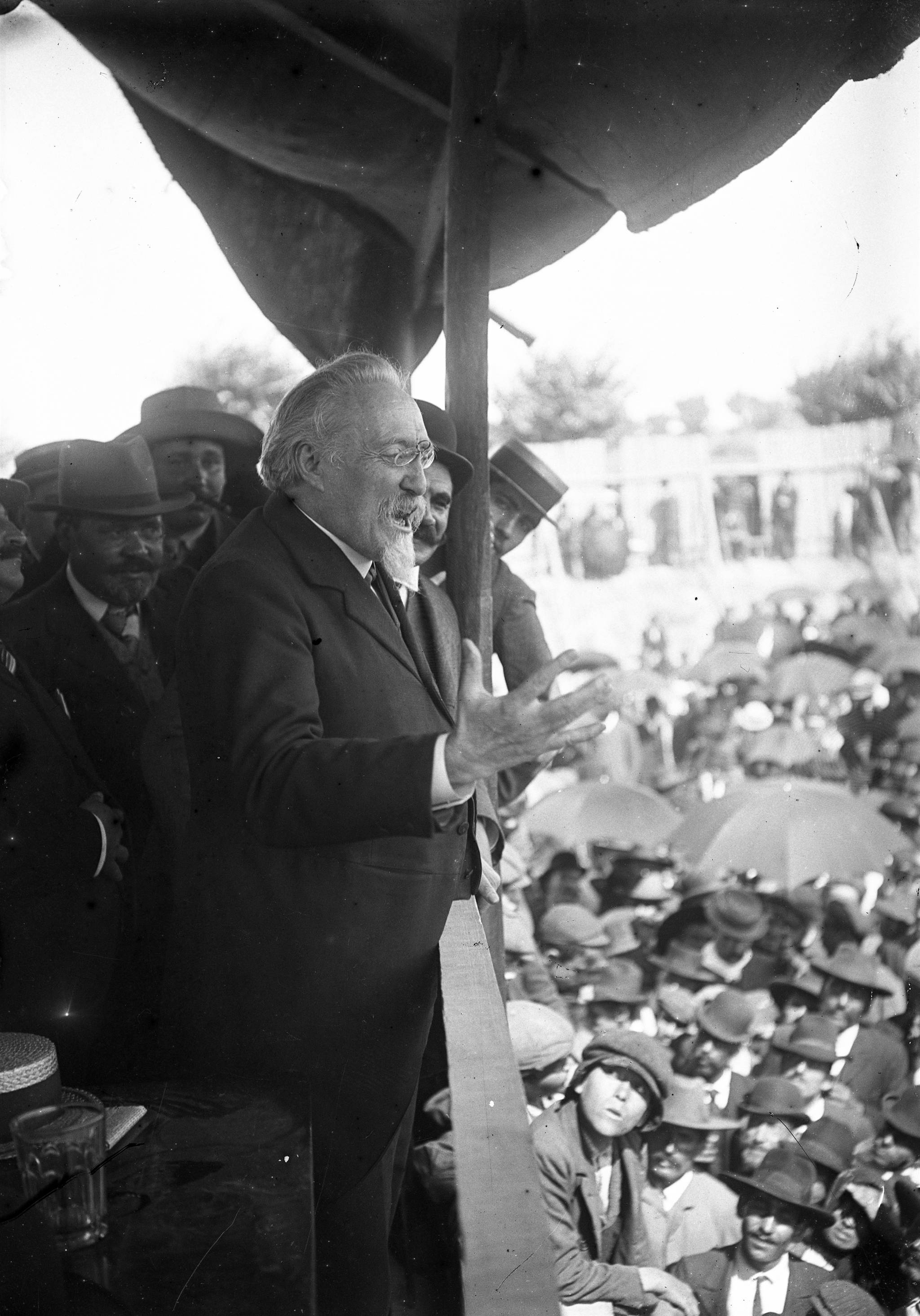
Manuel de Arriaga discursando num comício republicano.

Outra temática constante da sua acção parlamentar foi a defesa dos interesses do povo, por ele entendido como todos os cidadão. Nessa defesa dava grande importância à dignificação das classes menos favorecidas, tendo sido notável o empenho que colocou em 1883 na defesa dos camponeses e operários da Madeira, o círculo que o elegera, então a braços com uma profunda crise frumentária que condenava muitos deles à fome.
Foi um dos principais autores do programa do PRP apresentado ao público no dia 11 de fevereiro de 1891. A partir daí participou frequentemente nos comícios de propaganda republicana, onde a sua capacidade oratória e a sua retórica rica e inflamada era muito apreciada pelas camadas populares. Aliás essa sua presença em comícios já vinha desde longe, já que em 1883 já participara num comício dissolvido pela força, razão que o levara depois a protestar veementemente nas Cortes.
Apesar da forte actividade e da pertinência das suas intervenções parlamentares, desencantou-se com a actividade parlamentar, declarando, no termo do mandato que não voltaria às Cortes enquanto novas leis ou melhores condições não investissem os representante do povo de melhores garantias. Desencantado com a política, dedicou-se gradualmente às suas obras literárias, com forte pendor filosófico, publicando, entre 1899 e 1907, dois livros de poesia e um de prosa.

### Implantação da República
Após a implantação da República Portuguesa, a 17 de outubro de 1910 foi nomeado reitor da Universidade de Coimbra, tendo como vice-reitor Sidónio Pais, outro vulto do republicanismo português. A nomeação foi feita por António José de Almeida, que perante a necessidade de restabelecer a ordem do presidente na Universidade, onde estudantes republicanos entraram nas instalações do Senado e praticaram actos de vandalismo, o convidou para reitor e lhe foi dar posse a 17 de outubro de 1910, em cerimónia sem aparato académico, mas que bastou para serenar os ânimos estudantis. Pouco depois, a 17 de novembro de 1910, foi nomeado Procurador-Geral da República. 
A 28 de Abril de 1911 foi eleito novamente deputado constituinte pelo círculo da Madeira. Na Assembleia Nacional Constituinte revelou-se um orador notável, tendo muitos dos seus discursos dado um impulso não negligenciável à causa republicana. Não partilhava, porém, o anticlericalismo próprio dos primeiros republicanos portugueses.

### Presidente da República

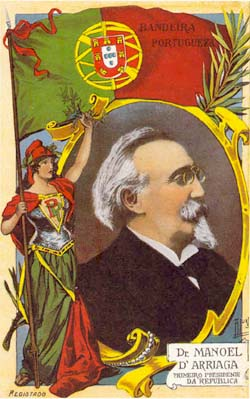
Cartaz comemorativo da eleição de Manuel de Arriaga.

Perante um Partido Republicano Português dividido em facções crescentemente radicalizadas, a 24 de agosto de 1911 foi eleito Presidente da República Portuguesa, por proposta de António José de Almeida. Sem o apoio da facção dos democráticos de Afonso Costa, recolheu 121 votos em 217, tendo como apoiantes toda a ala moderada do republicanismo português. Com 71 anos de idade, foi o primeiro Chefe do Estado eleito do novo regime.
O seu mandato foi atribulado devido a incursões monárquicas movidas por Paiva Couceiro e à crescente instabilidade política resultante da desagregação do PRP. Nesse ambiente, tentou, sem êxito, reunificar o partido que, entretanto, se desmembrava em diferentes facções.
Adversário da hegemonia afonsista da ala radical do PRP, após o Movimento das Espadas, em janeiro de 1915 Manuel de Arriaga convidou o general Pimenta de Castro a formar governo, dando origem à instauração de uma ditadura, com dissolução inconstitucional do Congresso da República. A decisão deu origem ao descontentamento generalizado dos republicanos, com os parlamentares, reunidos secretamente a 4 de maio, no Palácio da Mitra, a declararem Manuel de Arriaga e Pimenta de Castro fora da lei e os seus actos nulos. Esta declaração levou a uma revolta, a Revolta de 14 de maio de 1915.
Desencadeada pelos republicanos democráticos, com ao apoio da Marinha, aquela revolta provocou cerca de 200 mortos e derrubou o governo do general Pimenta de Castro. Perante a formação de uma junta militar que reclamava a reposição da ordem do presidente constitucional, o bondoso e pacifista Manuel de Arriaga deixou o cargo a 26 de maio, abandonando em definitivo a vida política, acusado de trair os ideais republicanos democráticos que defendera toda a sua vida. Foi então substituído na Presidência da República por outro açoriano, o professor Teófilo Braga. 
Se não há dúvida que Manuel de Arriaga foi uma das figuras mais prestigiadas do republicanismo na oposição à Monarquia Constitucional Portuguesa, menos consensual foi a sua acção política como Presidente da República, especialmente nos últimos meses do mandato. Embora amargurado e sentindo-se incompreendido e injustiçado pelos vitupérios de que era vítima por parte dos seus próprios correlegionários republicanos, publicou, em 1916, um livro intitulado Na Primeira Presidência da República Portuguesa, um verdadeiro testamento da sua acção política.

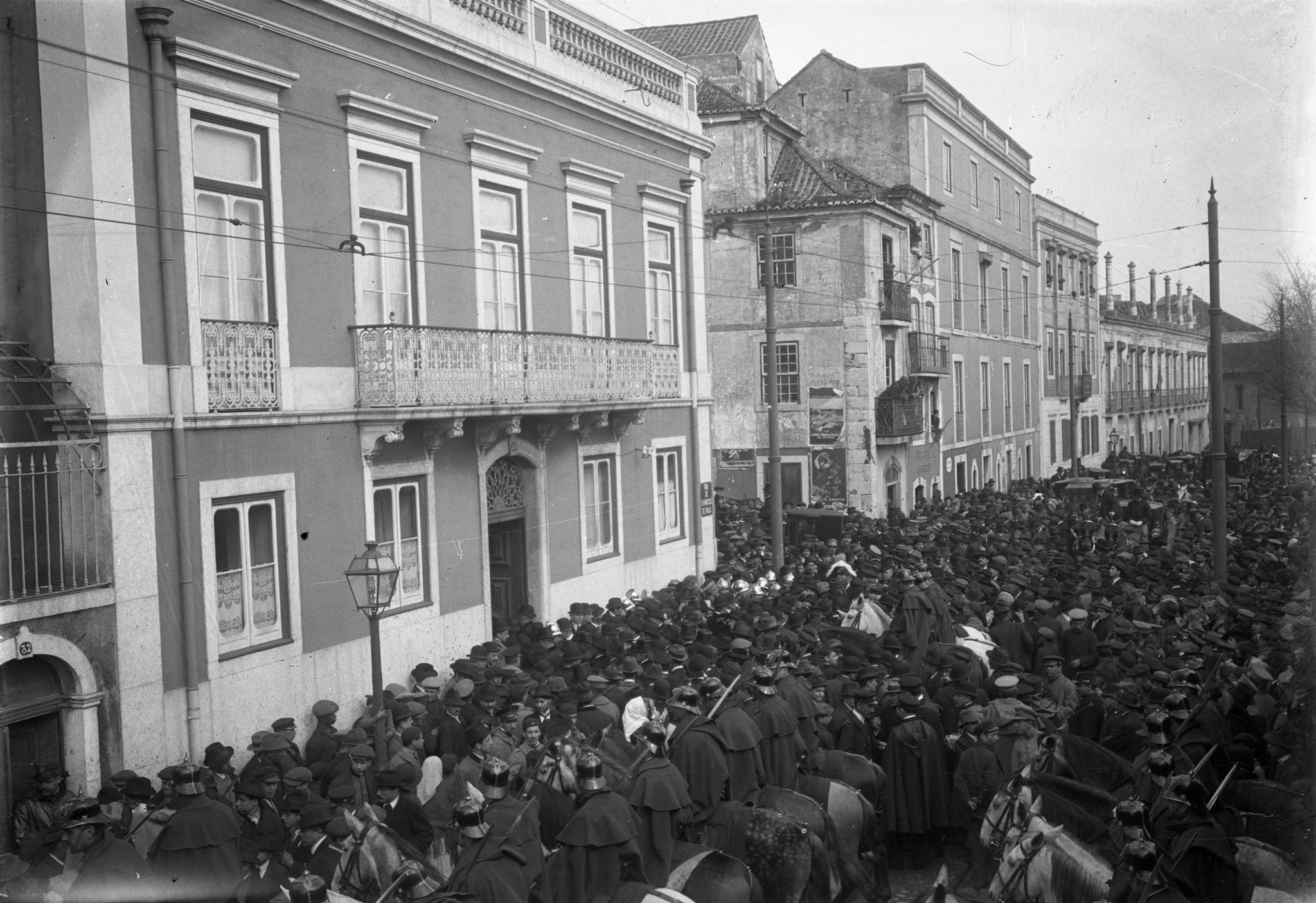
Funeral de Manuel de Arriaga, saindo da sua residência na rua de São Francisco de Paula (hoje, Rua Presidente Arriaga).

### Morte
Morreu na sua casa, na Rua de São Francisco de Paula, na freguesia de Santos-o-Velho, em Lisboa, vítima de uma síncope, provocada por uma bronquite gripal, no dia 5 de Março de 1917, dois anos depois de ter abandonado a Presidência da República. Foi sepultado em jazigo de família no Cemitério dos Prazeres. Em cumprimento da decisão votada por unanimidade pela Assembleia da República, constante da «Resolução da Assembleia da República n.º 49/2003, de 4 de Junho» (PDF). dre.pt,[ligação inativa] foi trasladado para o Panteão Nacional da Igreja de Santa Engrácia. A cerimónia solene de trasladação ocorreu a 16 de setembro de 2004, com a presença do Presidente da República, do Primeiro-ministro e das mais altas individualidades do Estado Português.
Manuel de Arriaga é patrono da Escola Secundária Manuel de Arriaga, na cidade da Horta, e é recordado em centenas de nomes de ruas e praças. A 19 de Novembro de 2011 foi inaugurada a Casa/Museu Manuel de Arriaga na cidade da Horta, Faial, onde se poderá encontrar a sua história de vida como político, alguns artigos pessoais bem como os seus ideais e valores republicanos. Será provavelmente o nome mais recordado na toponímia portuguesa. Conhece-se colaboração da sua autoria nas revistas A Arte Musical  (1898-1915) e Brasil-Portugal  (1899-1914). 